# Para siempre Diego
Para siempre Diego es un EP de la banda de rock argentina Los Ratones Paranoicos, editado en 2001 por Tocka Discos.

## Detalles
Contiene tres canciones, y como su nombre indica, es un homenaje a Diego Maradona, quien se retiró oficialmente del fútbol profesional en 1997.
La primera canción contiene la letra dedicada en homenaje a Maradona. 
La segunda es la versión grabada por los Ratones junto con Andrés Calamaro para el disco Vivo Paranoico, y la tercera versión es una pista karaoke.
La canción compuesta por Juanse fue estrenada en el partido homenaje a Diego Maradona el 10 de noviembre de 2001 en la Bombonera.

## Lista de canciones
1. "Para siempre Diego"
2. "Para siempre"
3. "Para siempre Diego" (Versión karaoke)